# Saturnalia (Macrobio)
I Saturnalia sono un'opera letteraria di Ambrogio Teodosio Macrobio, composta negli anni 430.

## Contenuto
Sono divisi in sette libri nei quali dodici personaggi, esponenti dell'aristocrazia romana e della classe senatoria della fine del IV secolo, dialogano con intima serenità conviviale di vari argomenti.
La forma è infatti quella del dialogo conviviale. S'immagina che, durante la festività dei Saturnali, conversino su questioni dotte alcuni fra i più autorevoli eruditi del tempo (tra i quali vi è il giovane Servio), riuniti a Roma il primo giorno in casa di Vettio Agorio Pretestato, gli altri due giorni in casa rispettivamente del nobile Virio Nicomaco Flaviano e del senatore Quinto Aurelio Simmaco.
Gli argomenti sono molto vari: dal nome e dall'origine della festività, si passa a discutere degli antichissimi culti italici (libro I), poi di motti e sentenze celebri (libro II), uno dei quali sposterà la conversazione su Publio Virgilio Marone. È questa la parte più ampia e la più sentita (libro III-VI): si discorre di passi difficili e controversi, della superiorità rispetto ad Omero, dei rapporti fra Eneide e letteratura latina arcaica, e si conclude con discussioni sugli insulti e su risposte a vari quesiti, quale il famoso: è nato prima l'uovo o la gallina? (Ovumne prius fuerit an gallina?) (libro VII, incompleto).

## Fonti
Assai raramente Macrobio accenna alle proprie fonti immediate, tra le quali furono senza dubbio Aulo Gellio e Plutarco, forse Varrone.
Macrobio fa largamente uso di citazioni indirette, tratte da repertori e antologie. Numerosi sono i frammenti di Ennio, Varrone ed altri autori che si recuperano attraverso le sue citazioni. Sul piano della storia letteraria, i confronti addotti da Macrobio ci permettono di vedere come siano frequenti le reminiscenze dagli Annales di Ennio in Virgilio, e come l'arte di Virgilio abbia spesso gareggiato con il padre dell'epica latina nel rinnovare forme ed immagini omeriche.
Macrobio recupera un mondo passato, cerca una familiarità con gli antenati, vuole far sopravvivere un'identità culturale in un mondo sconvolto da eventi storici epocali. La salita al potere di Teodosio I, lo spostamento della corte da Milano a Ravenna del 402, il sacco di Roma (410) segnano un traumatico cambiamento a cui Macrobio oppone valori ed ideali di un mondo pagano da tramandare.